# Eduardo Anitua Aldecoa
Eduardo Anitua Aldecoa (Vitoria, 1956) es un odontólogo e investigador español. Por su trayectoria en los campos de la medicina regenerativa y la implantología oral, ganó el Premio Nacional de Innovación. En varias ocasiones ha sido considerado el mejor dentista de España y uno de los más influyentes del mundo por su actividad investigadora.

## Biografía
Se licenció en Medicina y Cirugía por la Universidad de Salamanca y se especializó en Estomatología por la Universidad del País Vasco. Se doctoró en Medicina y Cirugía por la Universidad de Valencia y la Universidad de Buenos Aires lo nombró doctor honoris causa. Además realizó estancias en varias ciudades de Estados Unidos, Alemania, Francia e Italia.
Inició su carrera profesional como odontólogo entre 1980 y 1983 en la consulta que tenía en Arechavaleta. Como investigador, se convirtió en pionero en el desarrollo de técnicas de regeneración de tejidos y bioimplantología. En 1999 fundó una empresa de biotecnología que en 2015 se convirtió en la biotecnológica española con mayor actividad investigadora.
A lo largo de su trayectoria ha publicado más de 300 artículos científicos y presentado al menos 51 patentes internacionales. Fue el creador de la tecnología de plasma rico en factores de crecimiento que ralentiza las consecuencias de las enfermedades degenerativas y que se ha aplicado a áreas como la ortopedia, medicina deportiva, la dermatología, la oftalmología o la medicina reproductiva entre otros.
Se convirtió en director del Instituto Universitario de Medicina Regenerativa e Implantología Oral de la Universidad del País Vasco y en presidente de la Fundación Eduardo Anitua.

## Premios y reconocimientos
Recibió el Premio Nacional de Investigación en medicina deportiva de la Universidad de Oviedo y el Premio Euskadi al deporte. En 2007 recibió la Medalla de Oro de Vitoria junto a Mikel Sánchez. En la XI edición de los Premios Príncipe Felipe a la Excelencia Empresarial del Ministerio de Industria, Turismo y Comercio, Anitua recogió el galardón a la Innovación Tecnológica en su modalidad de PYME 2007, que le fue concedido a su empresa de investigación biotecnológica.
Fue distinguido en 2010 con el Premio Ramón Rubial a la Innovación por su labor científica y divulgadora. En 2015, Eduardo Anitua y Mikel Sánchez fueron reconocidos con el Premio Nacional a las Artes y la Ciencias Aplicadas al Deporte 2014, promovidos por el Consejo Superior de Deportes.
Anitua también recibió el Premio Nacional de Innovación 2021 en la modalidad de Trayectoria Innovadora, concedido por el Ministerio de Ciencia e Innovación y que fue entregado por los Reyes de España. La Diputación Foral de Navarra le entregó la medalla de Álava en 2022.
Entre 2021 y 2024 fue reconocido como el odontólogo español más influyente del mundo según el Ranking of the World Scientist: Worlds Top 2% Scientists, que evalúa la trayectoria cientofica de los investigadores a partir de criterios como el número de publicaciones indexadas o el índice h, y que elabora anualmente la Universidad Stanford.